# 冤罪
冤罪（えんざい）とは、広義には「無実であるのに犯罪者として扱われること」、狭義には「無実の人物が犯していない罪で有罪判決を受けることを指すこと」を指す。俗に「濡れ衣」や「無実の罪」ともいう。
冤罪は法的な誤りなどによって生じる。例として、目撃者の誤認、法医学的分析の誤り、虚偽の自白、目撃者の偽証や嘘、警察・検察官・裁判官の不正行為、弁護士の不十分な支援などが挙げられる。

## 定義
冤罪とは、司法上の手続きにおいて不当、不公平、または不適切な結果が生じることと定義される。冤罪という用語は、裁判所の誤りによって、無実の人物が犯していない罪で有罪判決を受けることを指すことが多い。また、不当な逮捕や不当な起訴も含む場合もある。
日本では、無実者が刑事訴訟で有罪判決（広義では少年院送致などの保護処分も）を受けることを指す立場もあれば、単に無実者が罪に問われることを指す立場もあり、法学辞典においても定義には揺れがみられる。
日本国政府は、麻生太郎総理時代、鳩山由紀夫総理時代、野田佳彦総理時代のいずれも、「法令上の用語ではなく、定義について特定の見解を有していない」として政府見解を示していない。

### 法務省の見解
一方、第78代法務大臣であった長勢甚遠は、2007年5月の衆議院法務委員会において「有罪になった方が実は無実であったというケースが一般的に冤罪と言われているのではないか」「〔志布志事件のように〕被告人が無罪になったときも冤罪と言うのは、一般的ではないのではないか」との見解を述べている。また、第80代法相の鳩山邦夫も、冤罪を「人違いで逮捕され、裁判中や服役後に真犯人が現われたケース」と定義付ける立場から、法務省での2008年2月の会合の場で「志布志事件は冤罪と呼ぶべきではない」との発言を行った。これを志布志事件の元被告人らから批判された鳩山は直後に謝罪を行い、「この全く意味の不確定な冤罪という言葉」を以後公式の場では一切用いない、との考えを述べた。
しかし、その後も第88代法相の平岡秀夫は、障害者郵便制度悪用事件での被告人だった村木厚子に対する無罪判決につき、「有罪判決を受けていないという意味では、冤罪に該当しない」と、2011年11月の記者会見においてコメントしている。また同時期には法務省も、冤罪の定義を「真犯人ではない者に対する有罪判決が確定するなどの事態を念頭に置いて用いた」報告書を公表している。
しかし、さらに翌2012年11月の東電OL殺人事件再審無罪判決直後、第90代法相の滝実は記者会見で、「刑事局の立場からすると冤罪というのは、厳密な定義の上でなければ冤罪かどうかの判断というのを軽々に言葉で表すことができない」としながらも、「常識的に世間一般の感覚から冤罪を広くとって言えば、本来罪になる必要がないものが罪になったという意味では冤罪と言えないこともない」とも述べている。

### 法学者の見解
法学者の立場からは、今村力三郎が1945年に、「世人は冤罪とは、常に全然無実の罪に陥ったもののように考えているが、我々専門家のいう冤罪とは、ある罪を犯したる事実はあっても、裁判官の認定が事実の真相を誤ったり、あるいは法律の適用を誤ったりして、相当刑よりも過重の刑罰に処せられたる場合も等しく冤罪とするのである」として、無実のみならず適用法条や量刑の不当も冤罪に含める見方を示している。
また村井敏邦は1996年に、「マスコミ関係では、冤罪というのは誤判があったものに限り、捜査や起訴の誤りがあっても、裁判所においては無罪判決が下されたという場合には、冤罪事件とは呼ばないという慣行があるやにきく」と前置きしたうえで、「有罪判決による影響が極めて大きいことはその通りであるが、誤認捜査、誤起訴が与える人権侵害の程度も決して小さくはない。捜査機関によって誤って犯人として逮捕され、勾留され、起訴された人も、冤罪の被害者であることに変わりはない」として、誤認逮捕も冤罪に含める見方をとっている。

## 冤罪を扱った作品

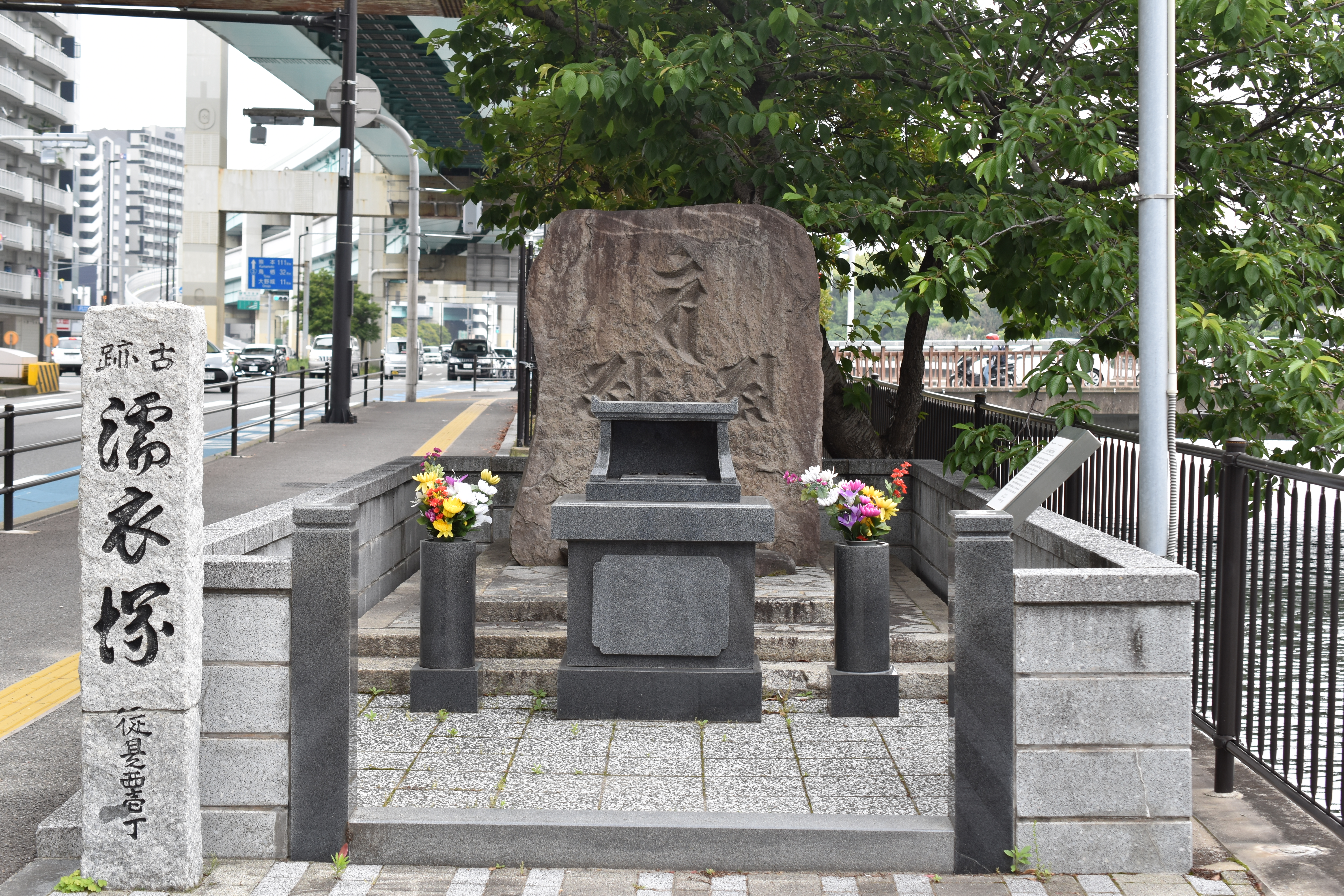
博多の濡衣塚

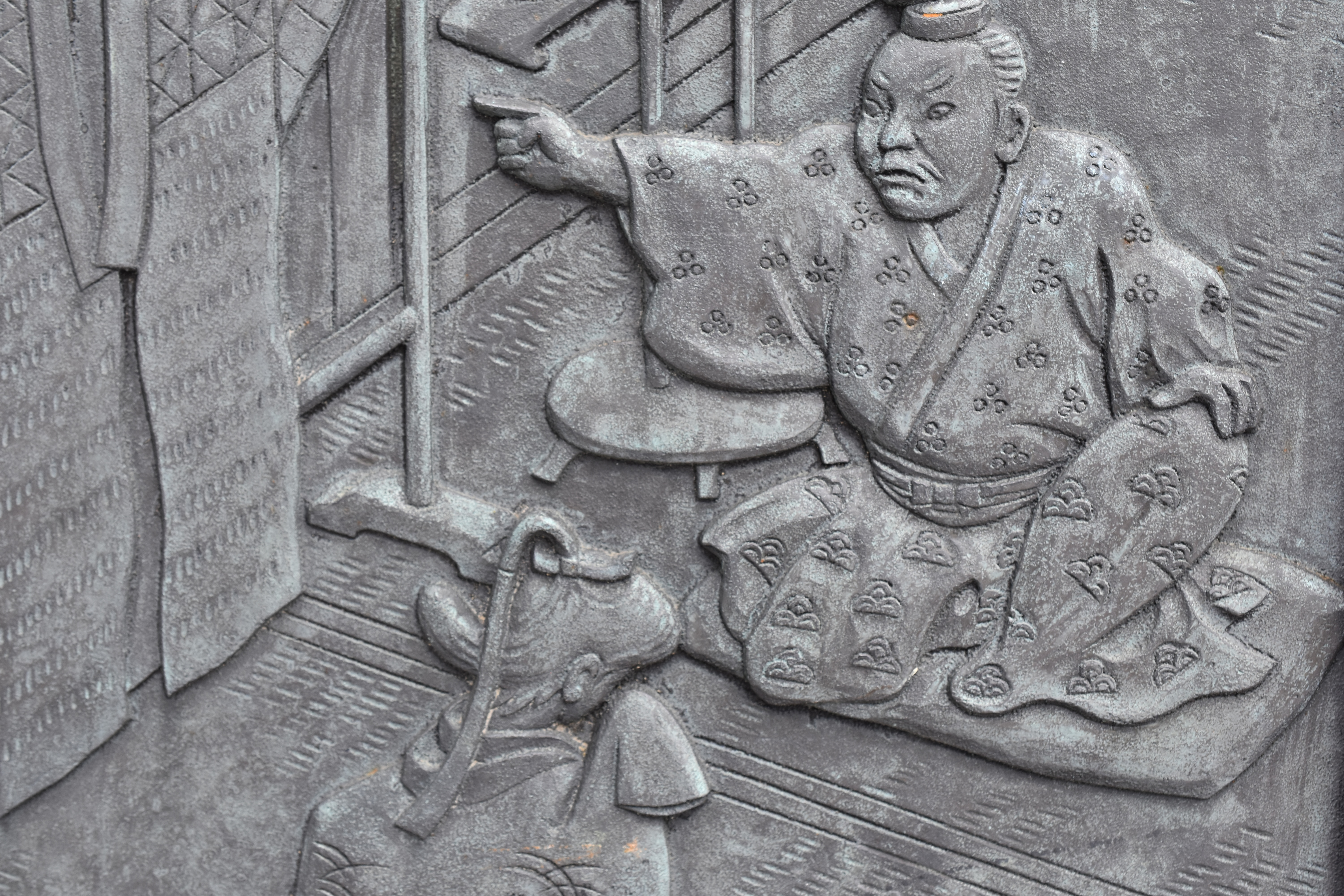
石堂橋のレリーフ

- 『Detenuto in attesa di giudizio（イタリア語版）』 - テレビ司会者やミュージシャンであったLelio Luttazzi（イタリア語版）の無罪となったが長時間の取り調べで不調をきたした事件と顛末を扱った自伝小説『Operazione Montecristo』にインスピレーションを得て、1971年に発表された映画。当時のイタリア司法の後進性、囚人に対する非人道的な扱いなどを風刺している[20]。

- 『筑前国続風土記』 - 冤罪を意味する「濡れ衣」という言葉は8世紀前半の博多で起きた出来事が由来とされている[21][22]。『筑前国続風土記』にある伝説によれば、京から博多に赴任した筑前守・佐野近世の後妻は先妻の美しい娘に嫉妬し、漁師に賄賂を渡して「娘に釣り衣を盗まれた」と訴えさせた。そこで娘の部屋を覗いた近世は濡れた釣り衣がかかっているのを発見し、逆上して娘を殺害、のちに娘は亡霊となって近世の夢に出て無実を訴えたという。現在、博多区の千代には康永3年（1344年）の銘が刻まれた「濡衣塚」という梵字板碑が存在する。また、付近の石堂橋にはこの伝説を描いたレリーフが飾られている。

## 関連する制度（法律）
- 日本国憲法第40条
  - 「何人も、抑留又は拘禁された後、無罪の裁判を受けたときは、法律の定めるところにより、国にその補償を求めることができる。」（刑事補償請求権）
- 刑事補償法
- 被疑者補償規定（法務省の訓令：逮捕されて、起訴されなかった場合に適用）
- 死刑再審無罪者に対し国民年金の給付等を行うための国民年金の保険料の納付の特例に関する法律[23]（収監中に国民年金納付できなかった期間を後納保険料で受け取れるようにする法律）